# Assapan
Assapan eller mindre nordamerikansk flygekorre (Glaucomys volans) är en av två arter av släktet Glaucomys som är de enda flygekorrar som finns i Nordamerika. 

## Underarter
Catalogue of Life listar 11 underarter:
- Glaucomys volans volans (Linnaeus, 1758)
- Glaucomys volans chontali Goodwin, 1961
- Glaucomys volans goldmani (Nelson, 1904)
- Glaucomys volans guerreroensis Diersing, 1980
- Glaucomys volans herreranus Goldman, 1936
- Glaucomys volans madrensis Goldman, 1936
- Glaucomys volans oaxacensis Goodwin, 1961
- Glaucomys volans querceti (Bangs, 1896)
- Glaucomys volans saturatus A. H. Howell, 1915
- Glaucomys volans texensis A. H. Howell, 1915
- Glaucomys volans underwoodi Goodwin, 1936

## Beskrivning
Assapanen har gråbrun päls med vitaktig buksida, stora mörka ögon och tillplattad svans. Den har pälstäckta hudflikar som sträcker sig mellan fram- och bakben, och som kan användas för att glida fram genom luften. Kroppslängden är 21 till 26 cm, och vikten 46 till 85 g.

## Utbredning
Den finns i löv- och blandskog i östra delen av Nordamerika, från Sydöstra Kanada till Florida. Avskilda populationer har även noterats i högländerna i Mexiko, Guatemala och Honduras.

## Ekologi
Arten är en nattaktiv ekorre, som använder sin flyghud för att glidflyga från hög höjd, upp till 80 m. Från 18 m höjd kan den glidflyga i upp till 50 m. Den är en skicklig navigatör som lätt undviker hinder. Artmedlemmarna inrättar sina bon i ihåliga träd, i övergivna hackspettbon, i fågelholkar och byggnader. Bona konstrueras av mjuka material som barkbitar, vissna löv, mossa, fjädrar och pälshår. De används ofta av ett par, och arten är sällskaplig: Under vintern kan man finna 10 till 20 individer tillsammans i stora bon i ihåliga träd.
Arten sover ingen egentlig vintersömn, men kan stanna, inaktiv, i boet under kalla perioder.

### Föda och predation
Arten är en allätare som livnär sig på frukt, frön, bark, knoppar och nötter från träd som ek och hickory. De äter också insekter, svamp, kadaver, fågelägg och -ungar. Den lagrar mat i förråd inför vintern.
Assapanens predatorer är främst flygande eller klättrande djur som ugglor, hökar, tvättbjörnar, rödlo, vesslor, klättrande ormar och tamkatter.

### Fortplantning
Honorna får vanligen två kullar per år, en under februari till maj, och en under juli till september. Tiderna är dock geografiskt beroende: I norra delarna av utbredningsområdet inträffar den tidigare perioden under april till maj, och den senare under sensommaren. Ungarna, som föds efter 40 dagars dräktighet, är 1 till 6 till antalet, vanligen 2 till 3, och är hårlösa och outvecklade. Ungarna dias i över två månader, och är självständiga vid 4 månader. De är vanligen könsmogna vid ett års ålder, även om en så låg ålder som 9 månader har konstaterats.